# Telefe Internacional
Telefe Internacional is een Argentijns internationale televisiezender van het omroepbedrijf Telefe. Zender is begonnen met uitzenden op 1998. Telefe Internacional is bedoeld voor Argentijns in het buitenland, en mensen in het buitenland die geïnteresseerd zijn in Argentinië. De zender is te zien per kabel in Noord- en Zuid-Amerika, Europa, Israël en Oceanië, en via de satelliet ook in de rest van de wereld.